# Anolis extremus
Anolis extremus är en ödleart som beskrevs av  Garman 1887. Anolis extremus ingår i släktet anolisar, och familjen Polychrotidae. Inga underarter finns listade i Catalogue of Life.

## Bildgalleri

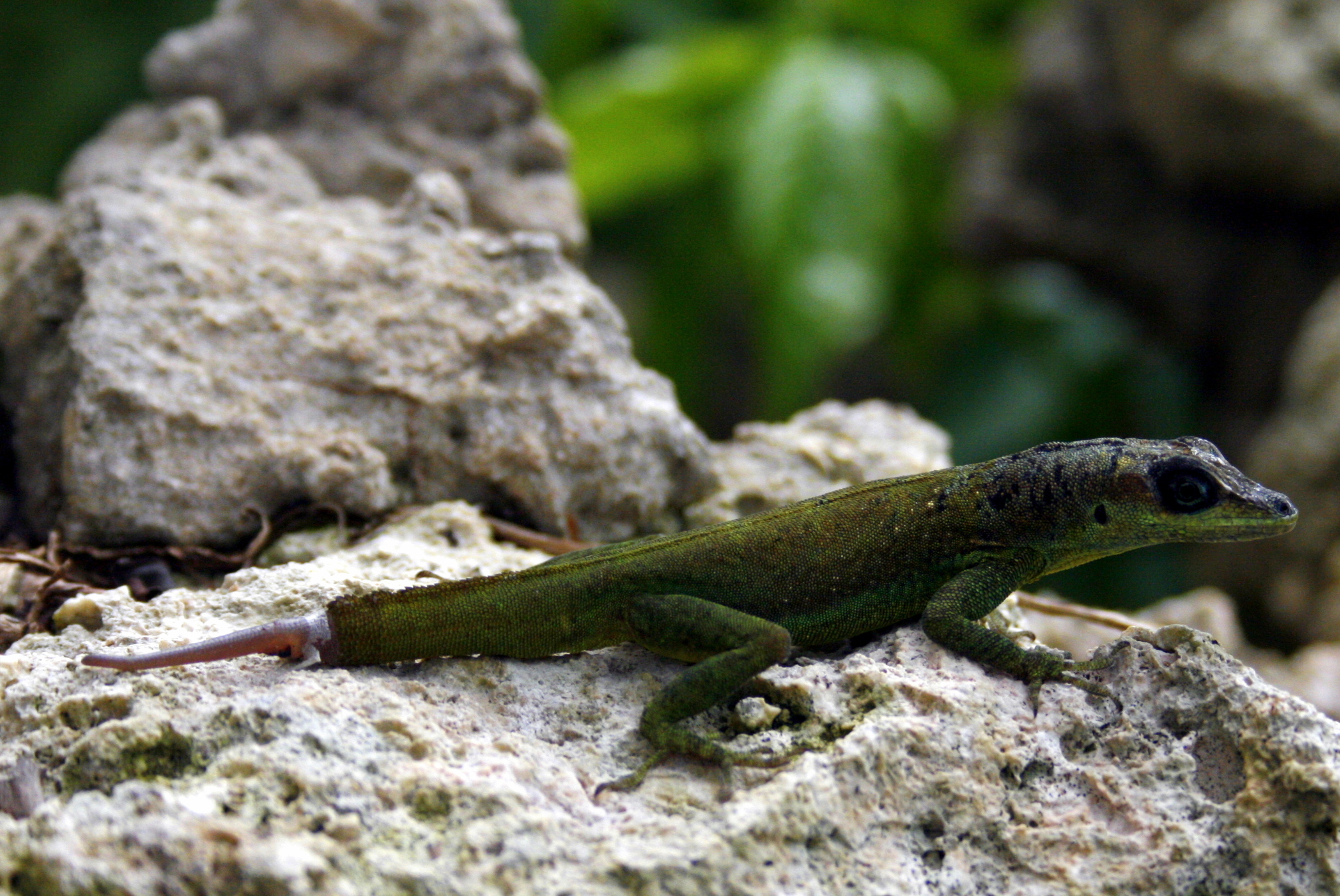
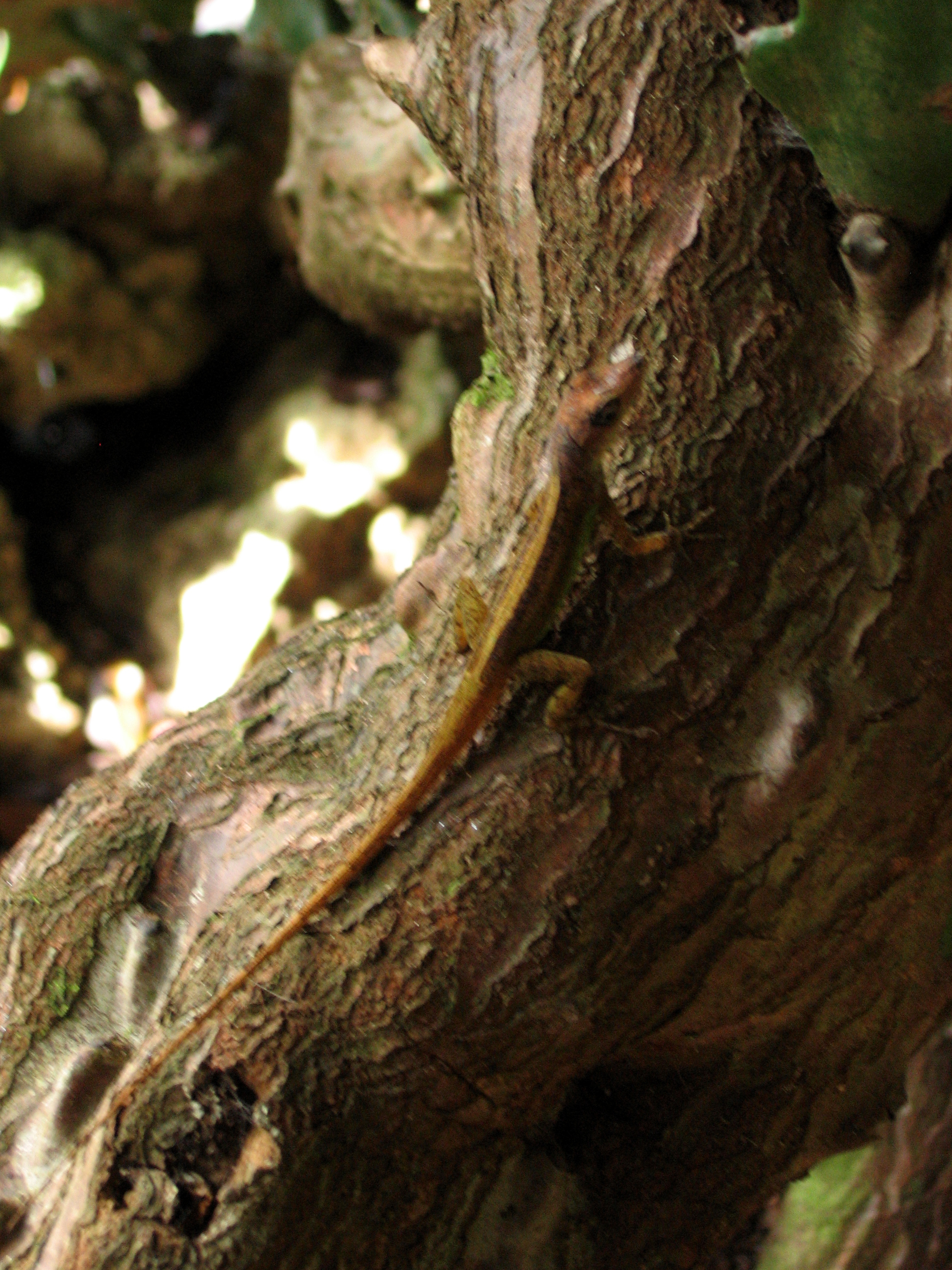
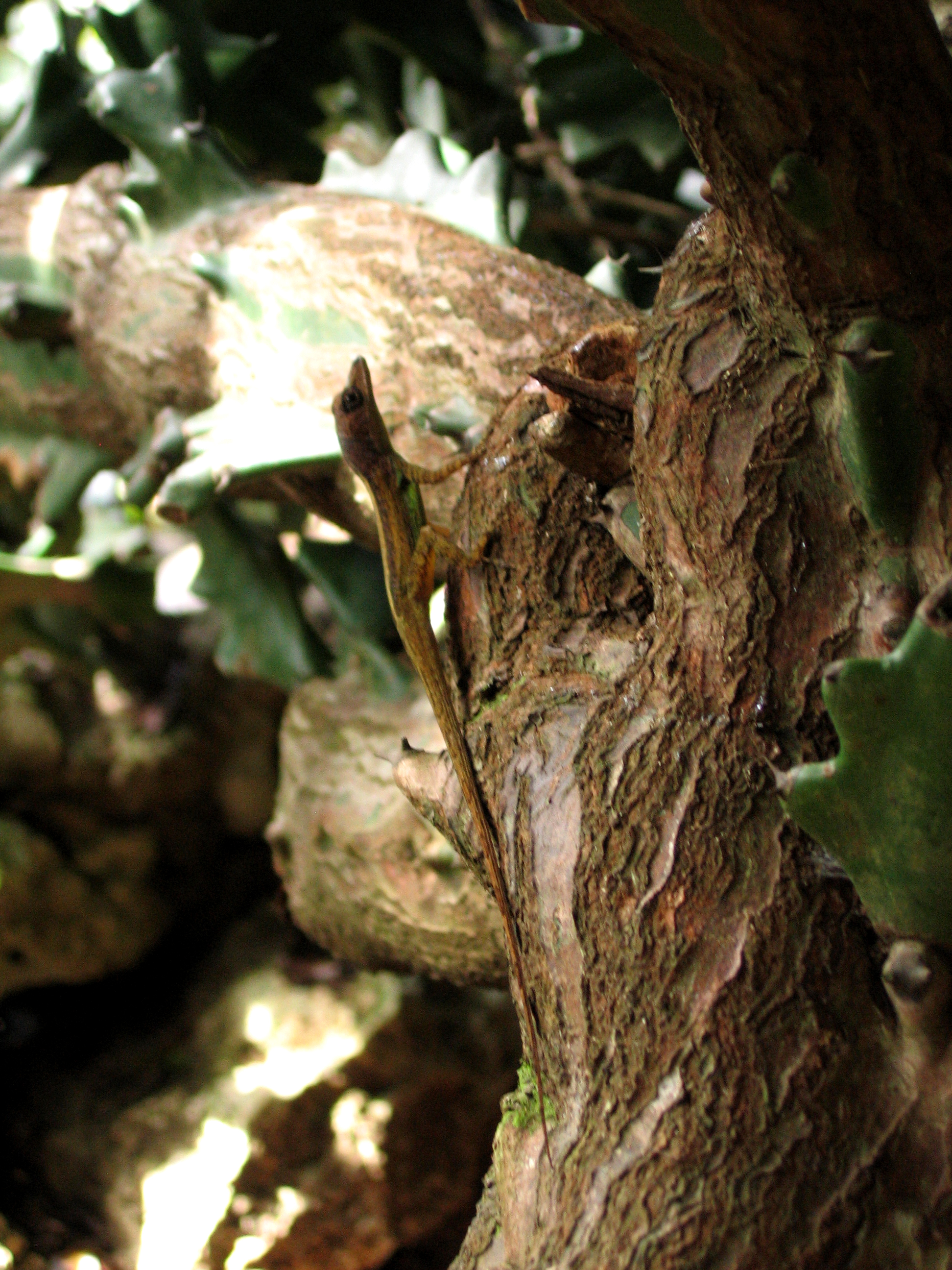
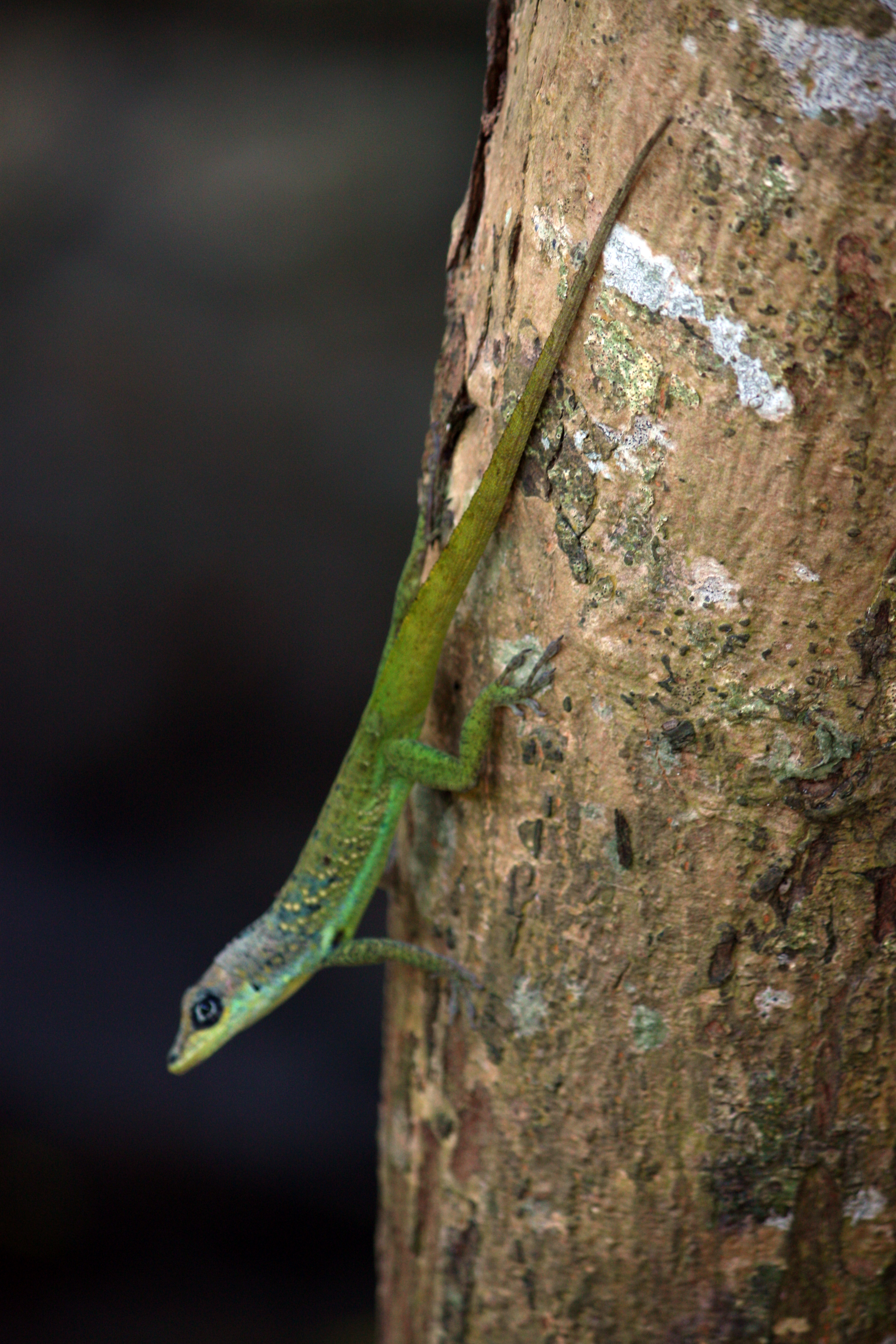
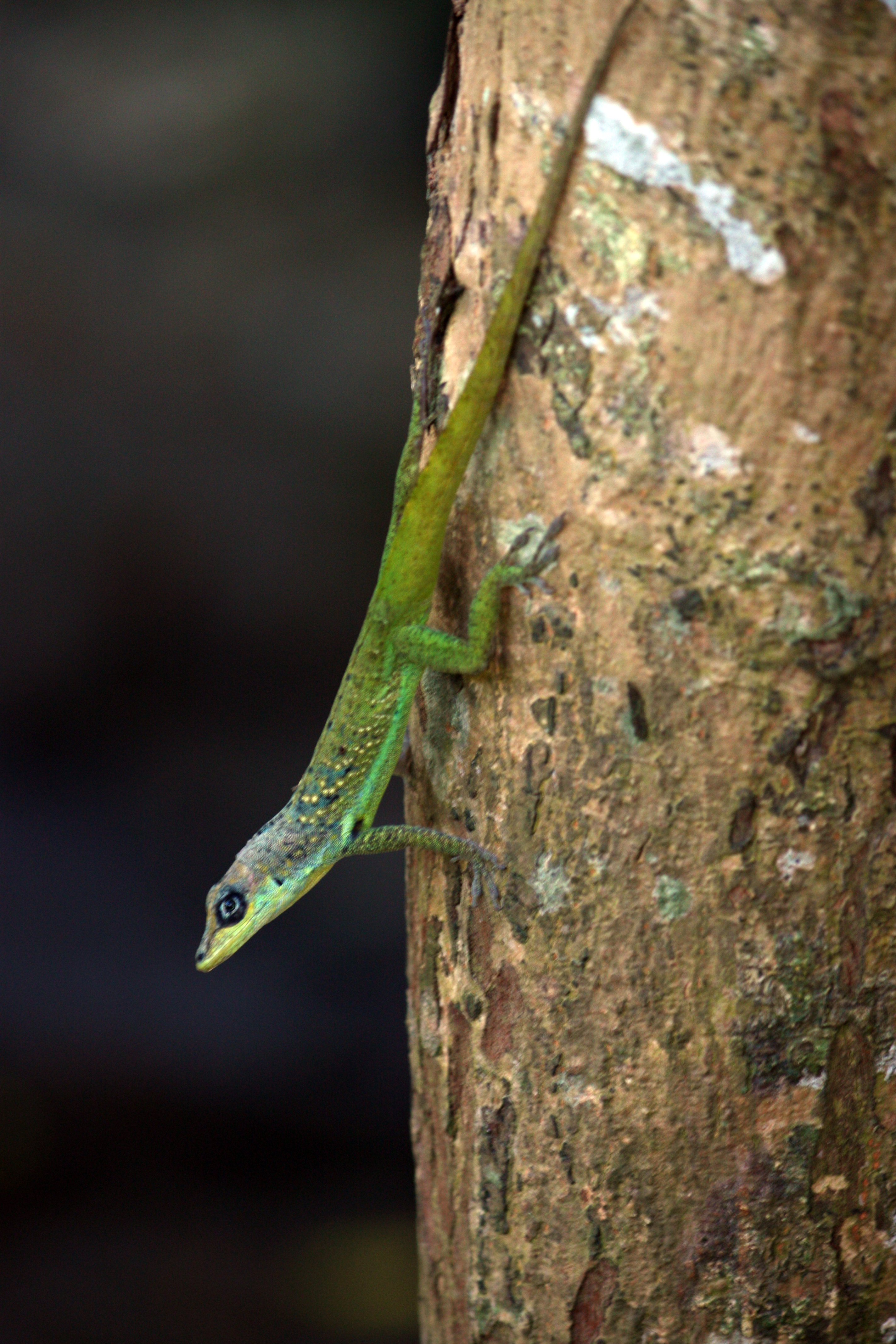
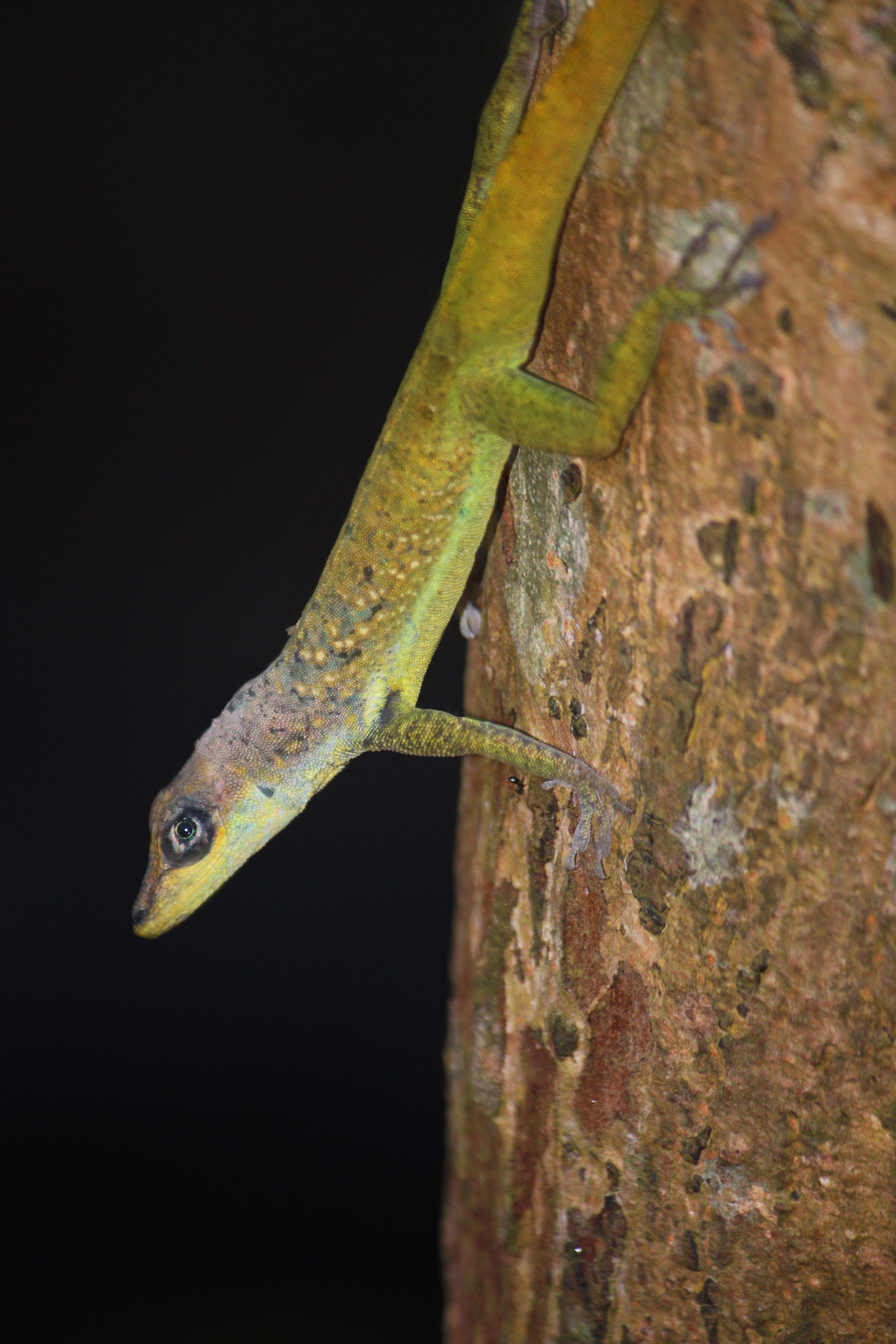